# 西郷村 (愛知県八名郡)
西郷村（さいごうむら）は、愛知県八名郡にかつて存在した村。
現在の豊橋市の一部（石巻平野町、石巻中山町、石巻萩平町、石巻西川町、石巻小野田町など）に該当する。

## 歴史
- 1878年（明治11年） -
  - 平野村と中野田新田が合併し、平野村となる。
  - 入文村と成沢村が合併し、小野田村となる。
- 1889年（明治22年）10月1日 - 馬越村、西川村、萩平村、中山村、平野村、小野田村が合併し、西郷村が発足。
- 1906年（明治39年）7月1日 - 多米村、三輪村、玉川村、嵩山村と合併し、石巻村が発足。同日西郷村は廃止。

## 教育
- 西郷尋常高等小学校（現・豊橋市立西郷小学校）